# Cassie Scerbo

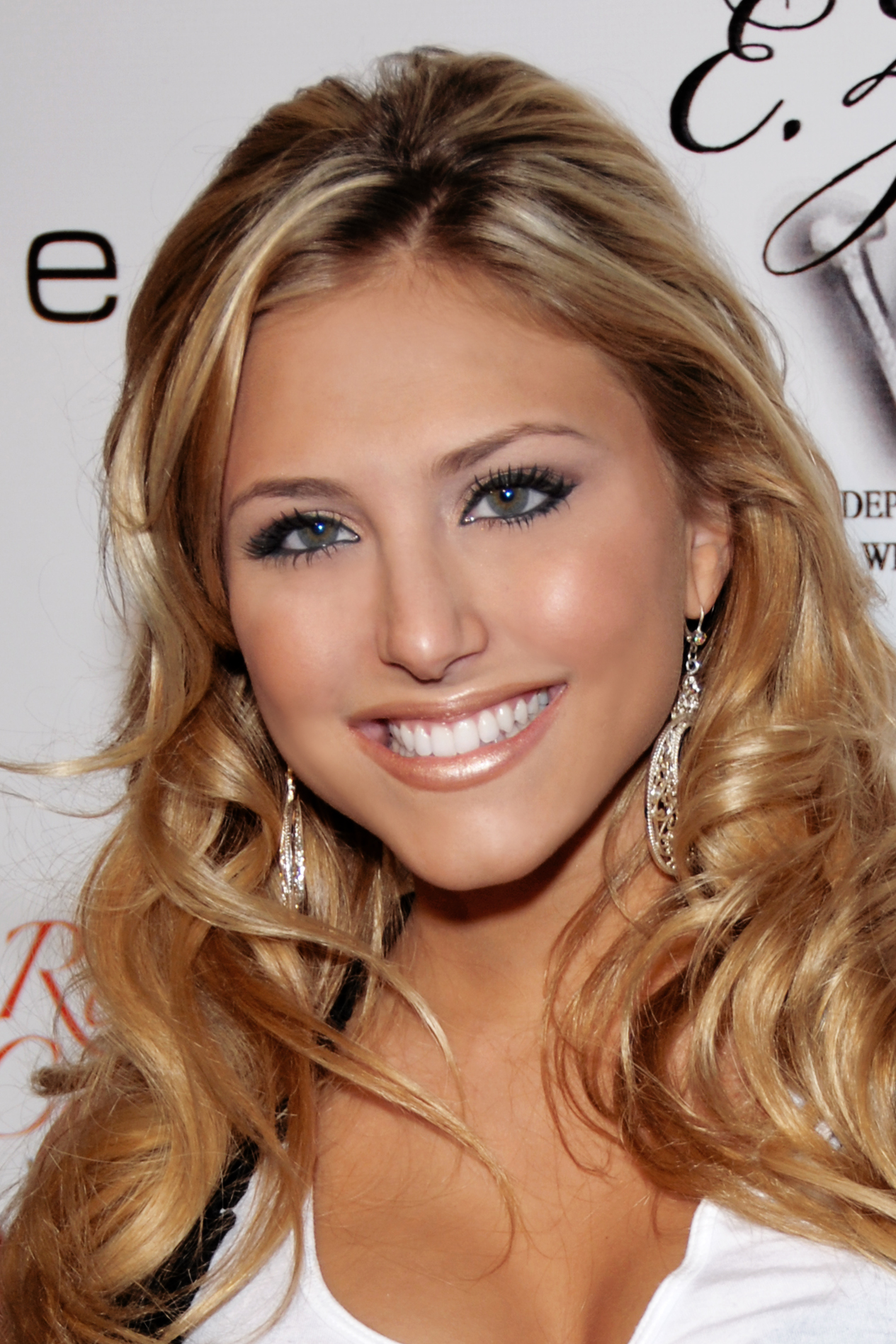
Cassie Scerbo, 2009

Cassandra Lynn „Cassie“ Scerbo (* 30. März 1990 auf Long Island, New York) ist eine US-amerikanische Schauspielerin, Sängerin und Tänzerin.

## Leben und Karriere
Scerbo wurde im Frühling 1990 auf Long Island im US-Bundesstaat New York geboren, wo sie auch aufwuchs, ehe sie mit ihrer Familie nach Parkland, Florida zog. 
Bereits in ihrer Kindheit ließ sich ein tomboyhaftes Verhalten an der heute aufstrebenden jungen Schauspielerin feststellen. So spielte sie zwischen ihrem sechsten und dreizehnten Lebensjahr aktiv Fußball, hatte bereits in jungen Jahren einen braunen Gürtel in Taekwondo und nahm im Alter von zehn Jahren zum ersten Mal an einem Bungeespringen teil. Des Weiteren ist die motorsportbegeisterte Scerbo gelegentlich auch als Stuntfrau im Einsatz. Zum Stressabbau boxt sie bereits seit ihrer Jugend und arbeitet dabei mit einem persönlichen Trainer zusammen. 
Der Einstieg in den Schauspielbereich gelang Scerbo im Teenageralter, nachdem sie zuvor und später auch parallel dazu bereits als Sängerin und Tänzerin erfolgreich war. Bereits seit ihrer Kindheit trat sie als Mitglied der international erfolgreichen Tanzgruppe Hip Hop Kidz auf und nahm unter anderem (darunter auch ihr knapp fünf Jahre älterer Bruder) 2002 an der World Hip Hop Dance Championship, der Weltmeisterschaft im Hip-Hop-Tanz, teil. Auch in den Jahren danach war Scerbo, die die Marjory Stoneman Douglas High School in ihrer neuen Heimat Parkland besuchte, weiterhin im Hip-Hop-Tanz und mit der Tanzgruppe international aktiv. Zu dieser trat Scerbo auch mit dem späteren professionellen Tänzer Brandon Bryant auf, der 2010 in einer Folge von Glee zu sehen war.
Ihren ersten namhaften Filmauftritt hatte sie im Jahr 2005 mit einer eher unwesentlichen Rolle in Hitters Anonymous. Zu dieser Zeit gehörte sie bereits der fünfköpfigen Girlgroup Slumber Party Girls an, für die sie aus über tausend vorsingenden Bewerberinnen ausgewählt worden war. Im Oktober 2006 veröffentlichte die Band ihr Debütalbum Dance Revolution und war danach in allen 26 Episoden der gleichnamigen Fernsehserie präsent, in denen sie mit sämtlichen ihrer Songs auftraten. Bereits kurz vor der Veröffentlichung ihres Albums traten die Slumber Party Girls ab dem 16. September 2006 jedes Wochenende als Gastgeber der KOL Secret Slumber Party bei CBS auf. Einige Monate nach der Veröffentlichung ihres Debütalbums trennte sich die Band. Allein Scerbos asiatischstämmige Bandkollegin Mallory Low trat danach weiterhin als namhafte Schauspielerin und Solosängerin in Erscheinung.
Scerbo war zu dieser Zeit eine der Finalistinnen für die Rolle der Hannah Montana in der gleichnamigen Fernsehserie. Am Ende musste sie sich der jüngeren Miley Cyrus geschlagen geben, die die Rolle erhielt und durch diese weltweite Erfolge feierte und unzählige Preise gewann. Im Jahre 2007 trat Scerbo in der Pilotfolge Airwin!, einem Spin-off von Zack & Cody an Bord auf, dies wiederum ein Spin-off von Hotel Zack & Cody. Der im Zeitraum von Ende 2006 bis Februar 2007 produzierte Pilot wurde allerdings nicht vom Disney Channel angenommen, sodass die Produktion einer Serie scheiterte.
Ab 2007 war Scerbo häufiger in Filmproduktionen zu sehen. Während sie in Natural Born Komics noch eine eher unwesentliche Rolle innehatte, war sie in Girls United: Alles auf Sieg an der Seite von Ashley Benson in einer der Hauptrollen zu sehen. Im Film, in dem sie eine Cheerleaderin darstellte, kam ihr auch ihre Hip-Hop-Ausbildung zugute. Aufgrund ihrer in der Kindheit gewonnenen Erfahrungen im Fußball, wo sie zumeist in offensiven Positionen spielte, erhielt sie im Folgejahr die Rolle der Tiffany in Soccer Mom. 2009 arbeitete sie ein weiteres Mal mit Ashley Benson bei dem Film Mother Goose Parade zusammen und trat in einer Episode von CSI: Miami auf. Von 2009 bis 2012 war sie eine der Hauptdarstellerinnen in der Jugend-Dramaserie Make It or Break It. Sie spielte darin die Rolle der Turnerin Lauren Tanner, deren größter Traum es ist, an den Olympischen Spielen teilzunehmen. Daneben hatte sie 2010 einen Gastauftritt in einer Folge von 10 Dinge, die ich an dir hasse. In dem 2010 veröffentlichten Film Coach war sie zunächst ebenfalls für eine Rolle vorgesehen. Im Jahr 2011 kamen mit Not Another Not Another Movie, Not Today, Bench Seat und A Holiday Heist gleich vier Filme heraus, an denen Scerbo als Schauspielerin beteiligt war.

## Filmografie (Auswahl)
Filmauftritte (auch Kurzauftritte)
- 2005: Hitters Anonymous
- 2007: Natural Born Komics
- 2007: Girls United: Alles auf Sieg (Bring It On: In It to Win It)
- 2008: Soccer Mom
- 2009: Mother Goose Parade
- 2011: Not Another Not Another Movie
- 2011: Not Today
- 2011: Teen Spirit
- 2011: Bench Seat
- 2011: A Holiday Heist
- 2013: Sharknado – Genug gesagt! (Sharknado, Fernsehfilm)
- 2013: Bering Sea Beast (Fernsehfilm)
- 2015: Sharknado 3 (Sharknado 3: Oh Hell No!, Fernsehfilm)
- 2015: Take a Chance
- 2015: Agoraphobia
- 2017: Sharknado 5: Global Swarming (Fernsehfilm)
- 2017: The Perfect Soulmate (Fernsehfilm)
- 2017: Truth or Dare (Fernsehfilm)
- 2018: Sharknado 6: The Last One (The Last Sharknado: It’s About Time, Fernsehfilm)

Serienauftritte (auch Gast- und Kurzauftritte)
- 2006–2007: Dance Revolution (26 Folgen)
- 2007: Arwin! (Pilotfolge)
- 2009: CSI: Miami (1 Folge)
- 2009–2012: Make It or Break It (47 Folgen)
- 2010: 10 Dinge, die ich an dir hasse (10 Things I Hate About You) (1 Folge)
- 2014: Baby Daddy (2 Folgen)
- 2014: Bad Judge (1 Folge)
- 2016: Mary + Jane (1 Folge)
- 2017: Small Shots (1 Folge)
- 2019: The Filth (1 Folge)
- 2019: Grand Hotel (3 Folgen)
- 2020: 9-1-1: Lone Star (1 Folge)

Synchronrolle
- 2010: Sym-Bionic Titan (1 Folge)
- 2012–2015: Randy Cunningham: Der Ninja aus der 9. Klasse (Randy Cunningham: 9th Grade Ninja, 30 Folgen)
- 2023: Angespült – Ein Krabbenteuer (Under the Boardwalk) (Stimme)